# Darksidea
Darksidea is een geslacht van schimmels behorend tot de familie Lentitheciaceae. De typesoort is Darksidea alpha.

## Soorten
Volgens Index Fungorum telt het geslacht zes soorten (peildatum april 2022):
| Soortnaam         | Auteur(s)                                 | Publicatiejaar |
| ----------------- | ----------------------------------------- | -------------- |
| Darksidea alpha   | D.G. Knapp, Kovács, J.Z. Groenew. & Crous | 2015           |
| Darksidea beta    | D.G. Knapp, Kovács, J.Z. Groenew. & Crous | 2015           |
| Darksidea delta   | D.G. Knapp, Kovács, J.Z. Groenew. & Crous | 2015           |
| Darksidea epsilon | D.G. Knapp, Kovács, J.Z. Groenew. & Crous | 2015           |
| Darksidea gamma   | D.G. Knapp, Kovács, J.Z. Groenew. & Crous | 2015           |
| Darksidea zeta    | D.G. Knapp, Kovács, J.Z. Groenew. & Crous | 2015           |